# Biltine
Biltine (Arabisch: بلتن) is een stad in het oosten van Tsjaad met ongeveer 26.000 inwoners (2013). Het ligt op een hoogte van ruim 500 meter boven zeeniveau en is de hoofdstad van de provincie Wadi Fira.

## Burgeroorlog
Op 25 november 2006 werd Biltine tijdens de Tsjadische Burgeroorlog (2005-2010) door twee rebellengroepen bezet. Deze groepen hadden kort daarvoor het verder naar het zuiden gelegen Abéché verlaten na een aanval van het Tsjadische leger. Een dag later werd de stad weer door het regeringsleger ingenomen, wat met zware gevechten gepaard ging. Op 16 juni 2008 was Biltine toneel van de Slag om Biltine, waarbij de rebellen weer een zege op de regeringstroepen behaalden.

## Klimaat
Biltine ligt in de Sahelzone en heeft een droog klimaat met gemiddeld 300 mm neerslag per jaar. Vrijwel alle neerslag valt in de zomer, vooral in augustus als ongeveer de helft van de jaarlijkse hoeveelheid valt. Vanaf oktober tot en met maart valt normaal gesproken geen regen.
 De warmste maanden zijn april, mei en juni, voordat de regenbuien beginnen. De maximumtemperaturen overdag liggen in die maanden iets boven de 40° C.

## Economie en infrastructuur
Wegens het klimaat is landbouw slechts beperkt mogelijk en bestaat deze vooral uit nomadische veeteelt. Het Mortcha-Gebied ten noorden van Biltine is hierbij van belang omdat het in de regentijd door veel nomaden als weidegebied wordt gebruikt.
Biltine wordt gekenmerkt door armoede en achtergebleven ontwikkeling, wat behalve op het klimaat ook is terug te voeren op de instabiele politieke situatie in het oosten van Tsjaad. Volgens Artsen zonder grenzen waren in de stad in 2012 24% van de kinderen beneden 5 jaar ondervoed, 10% meer dan de risicogrens die de Verenigde Naties hanteert. Bovendien heeft de regio te maken gehad met veel vluchtelingen door het Conflict in Darfur. Ook treden met enige regelmaat misoogsten op door tekort aan regen en sprinkhanenplagen.
Biltine ligt 93 km ten noorden van Abéché en 847 km ten oosten van de hoofdstad Ndjamena en is door wegen met deze plaatsen verbonden. De stad beschikt over een moskee, een kerk en een hotel. Een vliegveld bevindt zich 3 km buiten de stad. Als bezienswaardigheden in de omgeving kunnen de bergen Hadjer Botonou en Hadjer Kougnen worden genoemd.
In 2012 stelde de regering meer dan 27,5 miljoen euro beschikbaar om de infrastructuur te verbeteren. Met dit geld werden onder andere de modernisering van plaatselijke scholen, het ziekenhuis en de veemarkt gefinancierd. Ook de weg naar Abéché onderging een verbetering. Hierdoor zou in Biltine, dat veel geleden heeft onder oorlogshandelingen, de commerciële situatie moeten verbeteren. In 2014 was de stad organisator van de feestelijkheden op de Dag van de vrijheid en democratie.

## Geboren in Biltine
- Moussa Faki (*1960), Premier (2003-2005), Minister van Buitenlandse Zaken (2008-2017), voorzitter van de Afrikaanse Unie (2017-)
- Ibni Oumar Mahamat Saleh (*1949), Hoogleraar wiskunde, voormalig minister, voormalig presidentskandidaat van de oppositie; gearresteerd in 2008 en spoorloos verdwenen